# Chiesa dei Santi Ermacora e Fortunato (Manzano)
La chiesa dei Santi Ermacora e Fortunato si trova a Soleschiano, frazione di Manzano, ed è filiale della parrocchiale di San Lorenzo, altra frazione del medesimo comune.

## Storia
Si sa che a Soleschiano fu fondata nel XII secolo ad opera di alcuni monaci benedettini. Detta chiesa venne citata in un testamento del 1463. Durante il terremoto del 1511 la chiesa subì gravi danni e venne, pertanto, ristrutturata. Durante il XVII secolo questa chiesa fu oggetto di un importante rifacimento, concluso nel 1684, che le cambiò totalmente aspetto. Nel 1946 la facciata fu dipinta da Luigi Diamante. Nel 1990 la chiesa fu restaurata.